# Wenckheim József
Báró Wenckheim József (Nagyszeben 1778. november 22. – Pest 1830. március 1.) császári és királyi kamarás, Arad vármegye főispánja, lótenyésztő.

## Család származása
A Wenckheim család bárói vonala az apjával, az 1736-ban született W. Xavér-Ferenc-el indult. Katonai pályára lépett és először részt vett a Hétéves háborúban. Majd a Bajor örökösödési háborúban már ezredesi rendfokozata volt. A törökök elleni háborúban szerzett magas érdemeket harcias cselekményéért és megkapta a Mária Terézia rend kitüntetést. Az 1794. május 11-i Courtrai-i csatában halálos sebet kapott. 
Felesége báró Rosenfeld Karolina volt. A házasságban 4 leány és egy fiú József született.

## Élete
Mint apjánál neki is katonai pályán indult szakmai pályafutása. 1809-ben a Békés megyei nemesi felkelősereg alezredese. Később Torontál megye nemesi seregének már ezredese, majd a felkelés feloszlatása után 1823-tól Arad vármegye főispáni helytartója.
A napóleoni háborúk súlyos pénzügyi válságot, magas inflációt idéztek elő, ezért I. Ferenc 1822-ben elrendelte, hogy az 1811-12. évi országgyűlésen megszavazott hadiadót ezüstpénzben szedjék be. Ez azt jelentette, hogy az adó több mint 2,5-szeresére emelkedett. Miután Nógrád vármegye 1822. októberben és novemberben közgyűlésben tárgyalta e rendelet végrehajtását, de végül a vármegye megtagadta az adók beszedését. Miután a korábban kirendelt királyi biztos eredménytelen volt, ezért új királyi biztosnak gróf Wenckheim Józsefet bízták meg, a báró híresen hírhedt szigorúan ókonzervatív szellemű ember volt. Az elsőrendű feladata az volt, hogy derítse fel, kik vettek részt a megyei közgyűlésen az  ellenszegülő határozatok meghozatalában, továbbá a szükséges  újoncok toborzását és az adókra vonatkozó rendeleteket hajtassa végre. Wenckheim királyi biztos a kihirdetett közgyűlés napján rögtön katonasággal vetette körül a megyeházát, mihelyt az adóbeszedéssel elkészült, sietve kérte a felmentését a királytól.
1825-től haláláig Arad vármegye főispánja volt.
Fontos tevékenységet fejtett ki Békés vármegyében a vizek és mocsarak lecsapolásában és a Körös folyók szabályozása terén úttörő szerepet vállalt. Ezt a munkát későbbi családtagjai is folytattak.
Az elsők között volt, aki – gróf Széchenyi Istvánnal egy időben – felismerte a magyar lótenyésztés helyreállításának gazdasági fontosságát és annak folyamatos fejlesztését.
Báró Wenckheim József első felesége Orczy Anna Mária bárónő, majd korai halála után második felesége báró Orczy Terézia volt.
Gyermekeik:
- Rozália (1808)
- Mária (1809–1896)
- Béla (1811–1879) magyar politikus, miniszterelnök
- György (1814)
- László (1814–1879) mezőgazdász, lótenyésztő
- Viktor (1815–1900)
- Paulina (1817–1896)

Báró Wenckheim József és fiának báró Wenckheim Béla mellszobrait Körösladány Nagyközség önkormányzata állíttatta 2000. évben.
A Wenckheim család temetőkriptája Körösladányban található.

## Fő művei
- Gondolatok a Magyar Országi hanyatló lótenyésztésnek helyreállításáról… Pest 1815

## Emlékezete
Báró Wenckheim Józsefnek és fiának báró Wenckheim Bélának mellszobrot állíttatott  Körösladány Nagyközség önkormányzata 2000. évben. Báró Wenckheim József mellszobra Archiválva 2013. május 12-i dátummal a Wayback Machine-ben